# Pierre Gervais
Pour les articles homonymes, voir Gervais.
Pierre Gervais est un skipper français né le 21 septembre 1870 à Châtellerault et mort le 2 août 1960 à Cerdon-du-Loiret. 

## Carrière
Pierre Gervais, qui est aussi artiste peintre, est admis au Cercle de la voile de Paris en 1895, parrainé par Marcel Méran. 
Il participe aux deux courses de classe 0.5 tonneau de voile aux Jeux olympiques d'été de 1900, à bord du Baby. Il remporte la médaille d'or à l'issue de la première course et la médaille de bronze à l'issue de la seconde.
Il crée avec Marcel Méran une marque de voiture de course, Méran-Gervais, active de 1901 à 1905, et participe à des courses automobiles comme le Paris-Madrid en 1903.